# Okitama Iwa
Okitama Iwa är en kulle i Antarktis. Den ligger i Östantarktis. Norge gör anspråk på området. Toppen på Okitama Iwa är 12 meter över havet.
Terrängen runt Okitama Iwa är kuperad åt sydost, men västerut är den platt. Havet är nära Okitama Iwa åt nordväst. Trakten är obefolkad. Det finns inga samhällen i närheten. 